# 格特魯達·巴比林斯卡
格特魯達·巴比林斯卡：（波蘭語：Gertruda Babilińska，1902年—1995年3月10日）一位普通的波蘭婦女。在納粹德國占領的二戰期間，身爲保姆的巴比林斯卡在德國黨衛軍眼皮子底下保護了一個她所照料的猶太兒童，戰後的1963年6月她被以色列授予了“國際義人”的榮譽稱號。

## 生平

### 二戰之前
格特魯達·巴比林斯卡1902年出生於格但斯克舊城。她父親是郵局的職員，她是八個孩子中的長女。在她19歲時，她前往華沙尋找工作。最初，她在一個猶太人家庭找到了一份保姆工作，負責照料家中的兩個孩子。當這家人決定移民巴勒斯坦時，提出讓她隨他們一同前往，但巴比林斯卡不想離開波蘭。於是，她又被華沙的另外一個富裕的猶太人家庭聘爲保姆。巴比林斯卡住在这家人的豪宅，照料他們的小女兒。小女兒幼年夭折之後，巴比林斯卡留下幫助照料因失去孩子而精神疲憊、體弱多病的孩子母親。1936年，這對夫婦又有了兒子邁克爾，巴比林斯卡就成爲了邁克爾的保姆。

### 二戰期間
1939年9月，德軍入侵波蘭，二戰爆發。當時男主人斯托洛維茨基正在巴黎，戰爭使得他與家人再也沒能見面。這個家庭舒適的生活因此戛然而止，曾爲這個家庭工作的僕人都紛紛離去，而巴比林斯卡則選擇留下來，并且承擔了照顧家庭生活的責任。在這之後，女主人莉迪亞·斯托洛維茨基決定逃離華沙前往維爾紐斯，打算從那裏再尋求出路。巴比林斯卡和母子兩人一同前行，在路上接連遇到汽車抛錨而改換馬車和飛機轟炸，使莉迪亞精神完全崩潰，於是巴比林斯卡又承擔起了逃亡旅途的重擔。
三人到了維爾紐斯之後，他們與其他許多猶太難民被困在那裏，除了巴比林斯卡能掙到一點錢之外，没有任何經濟來源。莉迪亞無法忍受惡劣的生活條件終於病倒，她意識到自己時日無多，臨終前嘱咐巴比林斯卡照料她的孩子，戰爭結束後帶他去當時以色列尚未建國的巴勒斯坦地區。1941年4月莉迪亞去世，她去世之後被葬在猶太人墓地。
兩個月之後，蘇德戰爭爆發，德軍占領了維爾紐斯並建立了猶太人隔離區，很快對猶太人展開了大屠殺。巴比林斯卡冒著危險獨自帶著一個受過割禮的五歲男孩邁克爾，並想法設法為孩子弄到了假證件和洗禮證書，並將邁克爾登記為自己的侄子。
在戰爭的艱難環境中，巴比林斯卡和孩子擁擠在一個狹小的房間居住。巴比林斯卡利用自己通曉德語，為其他人向德國占領當局寫請願書和信件等，以此作爲謀生手段而得到一些鷄蛋、奶制品等食物。德軍占領期間，為搜索逃亡藏匿的猶太人，對來自華沙的難民居住的公寓動輒進行突擊搜查，危險時刻伴隨著她和年幼的邁克爾。猶太人隔離區距離他們居住的公寓不遠，巴比林斯卡有時候冒著危險去猶太人隔離區幫助她所認識的熟人。有一次，邁克爾生病了，她不敢去找非猶太人醫生，就去猶太人隔離區找了一個猶太人醫生爲其看病。 她後來回憶道：“有许多艱難時刻，我感覺我母親在爲我祈禱....。”

### 二戰之後

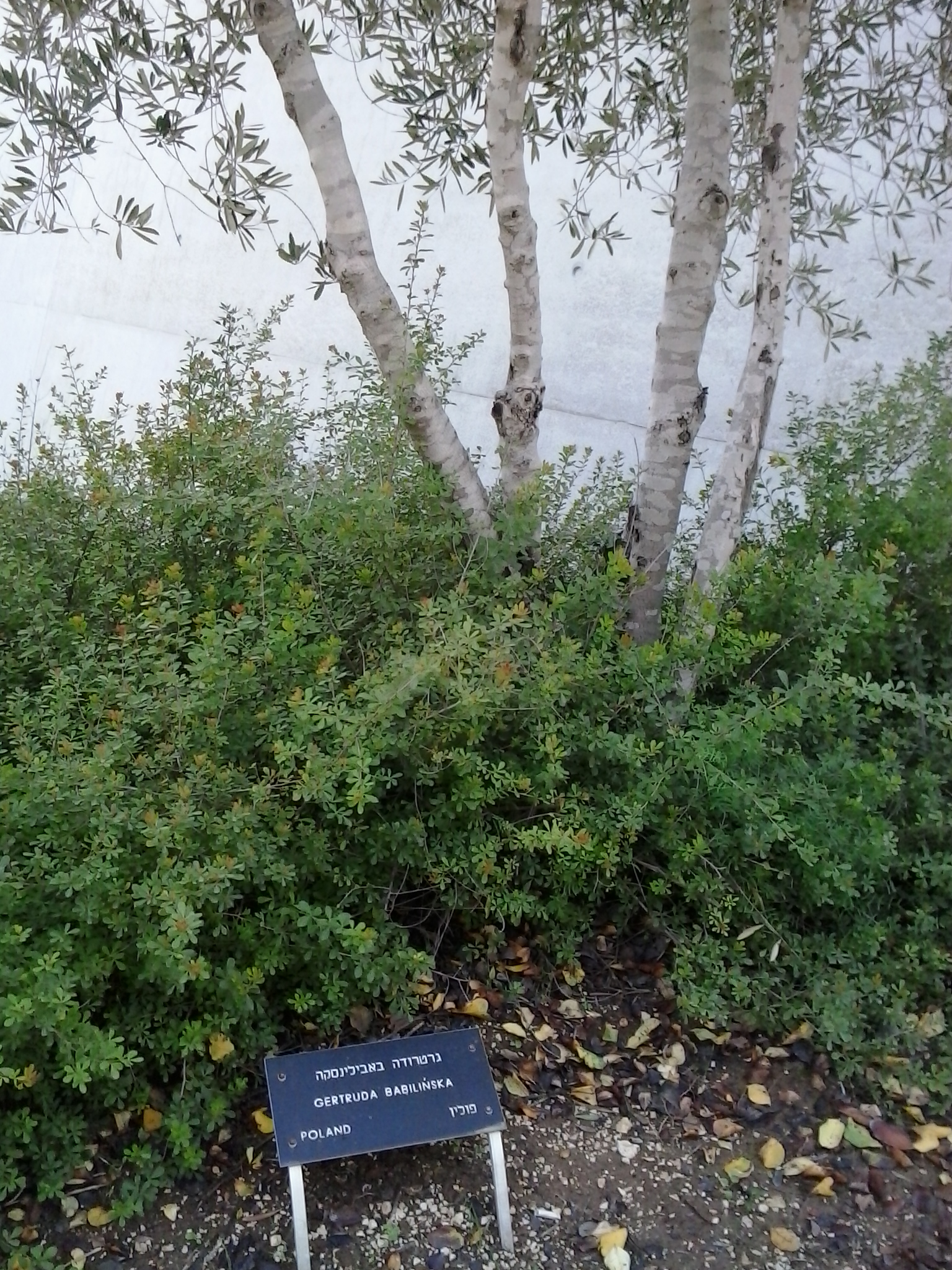
1962年巴比林斯卡親手為大屠殺紀念館種的樹，被名爲“巴比林斯卡之樹”

戰爭結束之後，巴比林斯卡決定履行她對邁克爾母親的承諾，帶他前往以色列。臨行之前，她帶著孩子去家鄉向父母説明了情況，儘管她父母不同意她去以色列。但她爲了信守承諾，還是告別了父母，離開家園，加入到了猶太人的難民行列。由於當時對巴勒斯坦地區進行托管的英國當局限制猶太人的入境，巴比伦斯卡和邁克爾被臨時安排在德國的一個難民收容所，直到為他們安排了一艘前往以色列的偷渡船隻。雖然哈加拿（以色列建國前准軍事組織）的成員保證會照料孩子確保他安全抵達以色列，但巴比林斯卡坚持要和孩子一起走，并表示愿意作爲偷渡者和其他難民一起前往以色列。
1947年，他們乘坐 “出埃及記 ”號從法國啓程，航行途中遭到英國軍艦的攔截并被强行送回法國。但是到了法國港口之後，難民們拒絕登陸上岸，於是船又駛往屬於英國占領區的德國漢堡。在那裏，難民們再次被關進集中營。但是巴比林斯卡沒有退縮，最後，她終於帶著邁克爾於1948年抵達海法并在以色列定居下來。之後，巴比林斯卡以做勤雜工爲生將邁克爾當作自己的孩子來撫養。巴比林斯卡雖然始終都是虔誠的天主教徒，但是她履行了對邁克爾母親的承諾，把邁克爾作爲猶太人培養長大。
1963年6月4日，大屠杀纪念馆授予巴比林斯卡為“國際義人”的榮譽獎章。邁克爾後來移居到美國紐約，而巴比林斯卡則留在了以色列，但是邁克爾盡可能地每個月都會回到以色列看望她。巴比林斯卡最後的幾年是在納哈里亞度過的，那裏也被稱爲“國際義人之家”。1995年3月10日巴比林斯卡在以色列去世，享年93歲。

## 影視作品
1997年派拉蒙影業公司將格特魯達·巴比林斯卡這段歷史佳話拍成電視系列劇《勇敢的拯救者——兩個婦女》，（Rescuers Stories of Courage: Two Women），這個影片分爲上下兩集，上集描寫巴比林斯卡的故事，影片中的格特魯達·巴比林斯卡由美國電影演員伊麗莎白·帕金斯（Elizabeth Perkins）飾演；下集描寫的是一位名叫瑪麗·羅絲·吉内斯特的法國婦女救助猶太人的故事。
- YouTube頻道